# Донбас
Доњецки басен (укр. Донецький басейн, рус. Донецкий бассейн), или Доњецки крај (укр. Донецький край, рус. Донецкий край), или скраћено Донбас (укр. Донбас, рус. Донбасс), угљеноносни је ревир у источном делу Украјине и на делу Ростовске области у Русији, где се некада налазило море. Реч Донбас се често користи у историјском, културном и економском спектру, у којима је имао веома јак утицај за време Руске Империје, Совјетског Савеза, а данас Украјине.

## Историја
Први град у региону Донбаса је био Славјанск настао је 1676. године. Велико налазишта руде пронађено је 1721. године, и са тим је почео и велики привредни развој тог подручја. За време Октобарске револуције и Грађанског рата овде су вођене велике борбе између руског Белог покрета и бољшевика. Такође је подручје била мета Хитлера и нациста за време Другог светског рата, пре свега због енергента и руда за војну машинерију.
Након свргавања Владе и председника 2014. на Евромајдану, Донбас (Доњецка и Луганска област) прогласиле су самосталност као новонастала држава Новорусија. Као последица данас још траје рат у Донбасу.

## Донбас данас
Популација Донбаса је данас углавном руске националности и јако бирачко тело проруско усмерених политичара Украјине (нпр. Виктор Јанукович). Економски је најбогатији рејон Украјине.

## Важнији градови
Неки од већих и утицајних градова у Донбасу:
- Доњецк, незванично седиште Донбаса
- Луганск,
- Славјанск,
- Краматорск,
- Горловка,
- Северодоњецк.